# Phaulotypus dioscoridus
Phaulotypus dioscoridus is een rechtvleugelig insect uit de familie Thericleidae. De wetenschappelijke naam van deze soort is voor het eerst geldig gepubliceerd in 1957 door Popov.